# Oudshoorn (wijk)

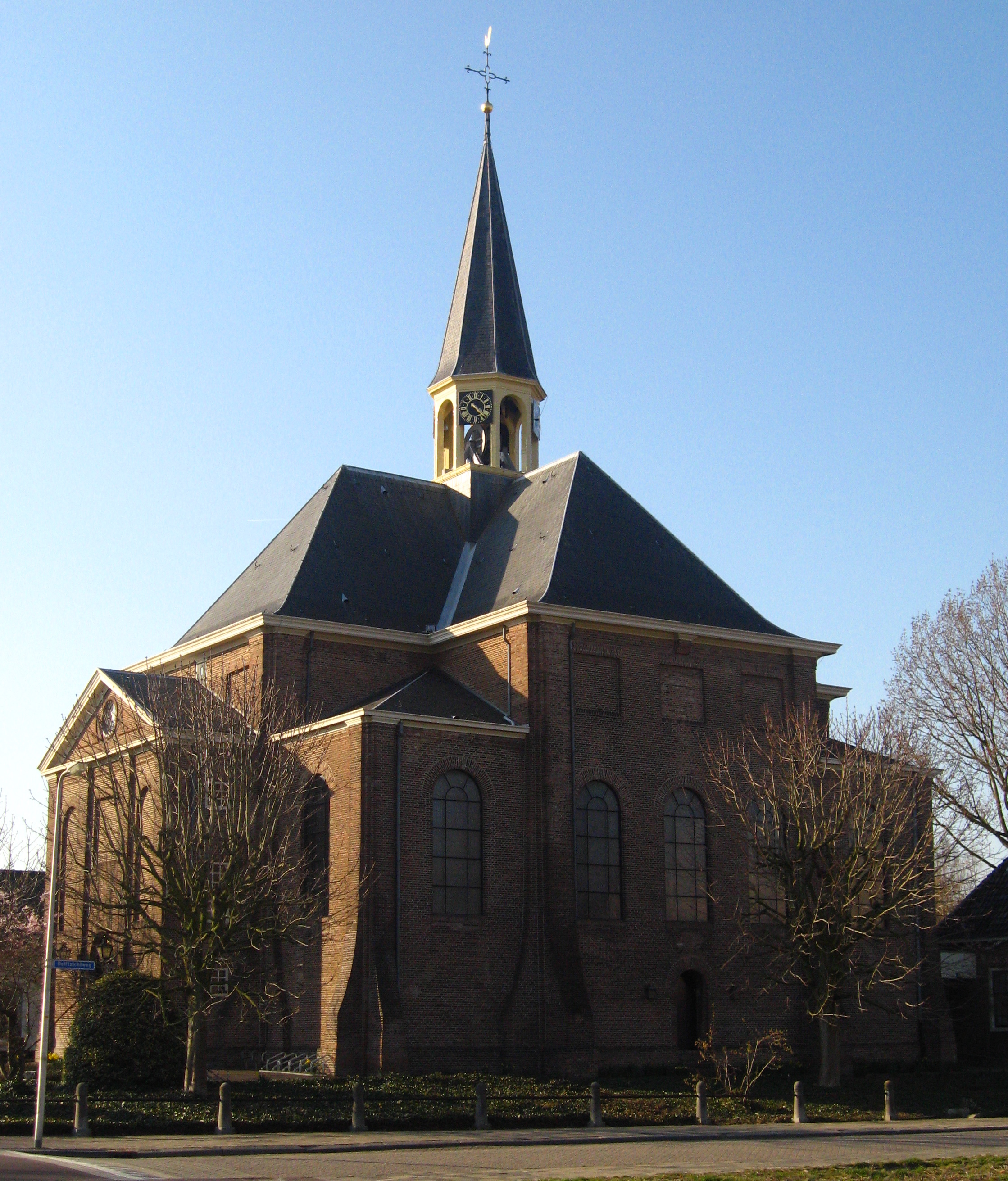
Het Hervormde kerkgebouw van Oudshoorn, gebouwd van 1663 tot 1665.in opdracht van Cornelis de Vlamingh van Outshoorn, naar ontwerp van Daniël Stalpaert.

Oudshoorn is een wijk in Alphen aan den Rijn, gelegen aan de Oude Rijn. Vóór de bestuurlijke samenvoeging in 1918 met Aarlanderveen en Alphen tot de gemeente Alphen aan den Rijn, was Oudshoorn een zelfstandig dorp en gemeente in Zuid-Holland tussen Woubrugge, Ter Aar, Aarlanderveen en Alphen aan den Rijn. In 1822 telde de gemeente Oudshoorn 1358 bewoners en in 1875 waren dat er 2252 waarvan driekwart lidmaat was van de Nederlands Hervormde Kerk en een kwart van de Rooms-Katholieke Kerk.
Naast het gelijknamige dorp bevatte de gemeente ook de buurtschappen Ridderbuurt en Molenaarsbrug. Het dorp lag lang uitgestrekt langs de kromming in de rivier de Oude Rijn van de buurt Molenaarsbrug tot aan de Aarlanderveense kerkbuurt.
Vanouds vond de bevolking haar bestaan in de landbouw en veeteelt en later -ten dele- in de kalkovens, pannen- en pottenbakkerij en andere nijverheid.

## Geschiedenis
Voordat de gemeente Oudshoorn werd gevormd, bestond het gebied uit twee heerlijkheden: Gnephoek en Oudshoorn, het hoogste gezag berustte van 1226 tot 1795 bij de ambachtsheer. De Heren van Outshoorn worden al omstreeks 1300 in stukken vermeld:
Willem, graaf van Henegouwen en van Hollant, beleent Willem van Outshoorn met de ambachten Outshoorn en Allenderveene, hem aangekomen door overdracht van zijn vader Dirck van Outshoorn. 1321 oktober 20
Hertog Willem enz. verkoopt aan Aernout, heer van Yselsteyn, de ambachten Harlenderveen en Outhoorne met den Vryenhoeve, het bederecht en de tienden voor twee duizend gouden schilden in mindering van eene schuld van hertog Willem aan Aernout, groot vijf duizend schilden.

Gegeven te Geertruydenberge op den Palmavont anno LIIII. 1355 maart 23
Berte van Egmont, vrouwe van Culenborgh en van den Lecke, verkoopt de ambachten Allenderveen en Outshoerne met de Vryenhoeve, het bederecht en de tienden in 1406 aan Bertelmeus van Raephorst, met toestemming van hertog Albrecht van Beyeren.
De heerlijkheden Aarlanderveen en Vrijenhoeve waren respectievelijk tot 1627 en 1625 met Oudshoorn en Gnephoek verbonden.
In 1627 kocht Dirck de Vlaming de heerlijkheid van Margaretha van Mechelen, Vrouwe van Aarlanderveen, naar verluidt de minnares van Prins Maurits van Oranje, in de akte van beleening wordt de visserij, het schout-, secretaris- en bodenambt genoemd. Hij betaalde hier 10.750 gulden voor. Sinds deze aankoop noemde de familie zich voortaan De Vlaming van Oudshoorn. De achtereenvolgende heren Pieter (1563 - 1628), Dirck (1573 - 1643) en Cornelis de Vlaming van Oudshoorn (1613 - 1688) waren invloedrijk bestuurders, ze waren gedurende een periode van 80 jaar met grote regelmaat burgemeester van Amsterdam.
Cornelis de Vlamingh van Outshoorn vraagt en krijgt octrooi van de Staten van Holland om over zijn leengoederen te mogen disponeren.
In 1664 werd een jaagpad langs de Oude Rijn van Leiden naar Utrecht voltooid, naar een ontwerp van de ambachtsheer van Alphen, de ingenieur Simon Stevin. waardoor de steden Rotterdam, Gouda, Leiden, Utrecht en Amsterdam met elkaar verbonden werden via binnenlandse wateren. De goede verbindingen voerden er ook toe, dat rijke mensen uit de steden buitenhuizen langs de Oude Rijn lieten bouwen.
Bij de dood van Cornelis de Vlaming van Oudshoorn in 1688 liet deze de heerlijkheid en het land De Snip na aan zijn oudste dochter Maria, die huwde met Pieter van Reede tot Nederhorst. Zij droeg in 1730 Oudshoorn en Gnephoek over aan haar zoon Barend Cornelis van Reede van Oudtshoorn, kolonel van een regiment voetvolk in Staatschen dienst, waarna de heerlijkheid voor een periode van enkele eeuwen in het bezit van de familie Van Reede van Oudtshoorn was.
De glas-in-loodramen van de Nederlands Hervormde Kerk, ook Oudshoornse Kerk genoemd, uit 1661-1671, maakten in 1991 onderdeel uit van de Lijst 'Top 10' Glas-in-lood van het toenmalige ministerie van WVC in verband met aanvullende beschermende maatregelen bij buitengewone omstandigheden. De kerk is een Rijksmonument.